# Siège de Louvain (1635)
 (avril 2017).
Si vous disposez d'ouvrages ou d'articles de référence ou si vous connaissez des sites web de qualité traitant du thème abordé ici, merci de compléter l'article en donnant les références utiles à sa vérifiabilité et en les liant à la section « Notes et références ».
Guerre de Trente Ans
Batailles
Le siège de Louvain (24 juin-4 juillet 1635) fut un important siège de la guerre de Trente Ans, au cours duquel une armée franco-hollandaise sous les ordres de Frédéric-Henri d'Orange-Nassau, Urbain de Maillé et Gaspard III de Coligny, qui avait envahi les Pays-Bas espagnols dans une double offensive des deux côtés, mit le siège à la ville espagnole de Louvain, défendue par une garnison espagnole de 4 000 hommes composée d'unités wallonnes, espagnoles et irlandaises. La mauvaise organisation, la propagation d'épidémies parmi les Français, ainsi que l'apparition d'une armée de secours, sous les ordres d'Ottavio Piccolomini, força l'armée d'invasion à lever le siège.
Cet échec permit aux forces espagnoles de prendre l'initiative et bientôt les envahisseurs furent forcés de se retirer précipitamment.

## Contexte
En 1635, la République hollandaise conclut une alliance avec la France dans le but d'attaquer l'armée espagnole des Flandres depuis deux directions et de faire avancer l'impasse dans laquelle se trouvait la guerre de Trente Ans, pour, par la suite, diviser les Pays-Bas espagnols entre les deux partenaires de l'alliance. Les Français attaquèrent par le sud et battirent les Espagnols à la bataille d'Avein le 20 mai, pour finalement faire la jonction à Maastricht avec les forces hollandaises de Frédéric-Henri d'Orange-Nassau, qui attaqua depuis la République hollandaise avec 20 000 fantassins et 6 000 cavaliers.
Entretemps, Ferdinand d'Autriche, qui était à Louvain, ordonna aux tercios espagnols de se rendre à Tirlemont et envoya le comte de Fuenclara en Allemagne, avec pour instructions de ramener l'armée impériale en renfort.
Les forces maintenant conjointes des Franco-Hollandais, qui totalisaient 50 000 hommes, firent mouvement en direction de Tirlemont défendue par une petite garnison sous les ordres du gouverneur Don Francisco De La Verga. Le village fut pris d'assaut, pillé pendant trois jours et finalement rasé. La garnison espagnole et la plupart des habitants furent massacrés. Mais cet évènement donna le temps nécessaire à Ferdinand pour améliorer les défenses de Louvain et pour positionner son armée dans des positions fortifiées près de la ville.
L'armée franco-hollandaise fit son apparition peu après et établit son campement à deux lieues du quartier général de Ferdinand. Cependant, l'armée alliée resta inactive pendant 8 jours, ce qui permit à la population de toute la région, mais spécialement de Bruxelles, où les nouvelles de la mise à sac de Tirlemont causa une grande panique, de fuir vers des villes plus sûres.

## Le siège
Premières opérations
Le 20 juin, l'armée franco-hollandaise leva le camp et avança ses lignes vers la rive est de la Dyle. Francisco de Moncada, le commandant du tercio espagnol du Marquis de Celada, plusieurs autres tercios et la cavalerie aux ordres de Jean de Nassau-Siegen, renforcèrent la garnison allemande d'un pont sur la Dyle, par crainte que les troupes franco-hollandaises ne l'utilisent pour traverser la rivière. Les forces espagnoles passèrent 2 heures à observer les Franco-Hollandais faire mouvement sur les collines de la rive opposée, lorsqu'ils découvrirent qu'ils étaient en train de traverser la Dyle en utilisant une passerelle sans défenses à une lieue du pont. Le duc de Lerma fut immédiatement envoyé pour éviter le franchissement de la rivière, avec de la cavalerie sous les ordres de Juan de Vivero et 300 mousquetaires du tercio de Celada menés par le capitaine Antonio de Velandia. Mais lorsqu'ils arrivèrent, plus de 4 000 Franco-Hollandais avaient déjà traversé la rivière, et établi de fortes positions défensives, car ils avaient commencé leur mouvement à l'aube. Au vu de la situation, le duc de Lerma ordonna à Celada de se retirer, l'avertissant par l'intermédiaire du capitaine Diego de Luna, qu'il ne pourrait pas les secourir en cas d'attaque, car la cavalerie sous les ordres de Jean de Nassau-Siegen était restée en arrière.
Le Siège 
Cette nuit-là, l'artillerie et les bagages furent envoyés à Bruxelles, et le jour suivant Ferdinand en fit de même avec son campement. Il laissa la défense de Louvain sous la responsabilité d'Anthonie Schetz. Il commandait le tercio de son fils, le tercio wallon de Ribaucourt et le tercio irlandais de Thomas Preston (en), ainsi que 5 régiments composés de civils armés, des étudiants de l'université de Louvain et quelques unités de cavalerie. Les Franco-Hollandais traversèrent la Dyle et mirent à sac Tervuren et atteignirent les faubourgs de Bruxelles. Ils firent rapidement demi-tour pour s'emparer de Louvain. 
Un siège en règle s'ensuivit, avec l'artillerie franco-hollandaise tirant sur les fortifications, les sapeurs creusant des tranchées et des mines vers les remparts adverses. Les travaux principaux furent réalisés près de la porte de Vilvoorde, défendue par le tercio irlandais de Preston, dont les nombreuses sorties pour gêner les travaux démoralisèrent facilement les soldats français faiblement approvisionnés. Les troupes wallonnes et les étudiants firent également plusieurs sorties, et les travaux de sape furent détruits chaque nuit.
Ceci incita les assiégeants à tenter de prendre les remparts par assaut, en profitant de leur énorme supériorité numérique. Trois régiments attaquèrent par surprise les remparts et bastions depuis les positions les plus avancées, mais furent repoussés avec de très lourdes pertes. La nuit suivante, Frédéric-Henri d'Orange-Nassau mena personnellement une attaque sur la demi-lune qui protégeait la porte de Mechelen, protégée par une poignée d'Irlandais. Malgré le succès initial, les Irlandais, renforcés par des Allemands et des civils, repoussèrent l'attaque, infligeant de lourdes pertes aux Franco-Hollandais. Une des causes de ces échecs, fut que toutes les manœuvres franco-hollandaises étaient observées depuis une tour fortifiée, située entre les portes de Mechelen et Vilvoorde. Cette tour, outre une position d'artillerie, était également utilisée par Anthonie Schetz comme observatoire. Lorsque les assiégeants s'en aperçurent, ils tentèrent de la détruire avec l'artillerie, mais ses murs de 9 mètres d'épaisseur résistèrent au pilonnage.
Secours
Le 29 juin, jours de festivités où les Franco-Hollandais restèrent inactifs, 250 défenseurs effectuèrent une sortie. En sortant par trois portes différentes, ils se regroupèrent en face de la tour d'observation, puis ils prirent d'assaut les tranchées ennemies, prenant les troupes qui les occupaient totalement par surprise. Environ 400 hommes, parmi lesquels un grand nombre d'officiers, furent tués. Malgré ce revers, Frédéric-Henri d'Orange-Nassau exhorta les défenseurs à se rendre, sous la menace de massacrer tous les habitants de la ville. Cinq jours plus tard, une armée hispano-impériale commandée par Ottavio Piccolomini et composée de 8 000 cavaliers et des tercios d'Alfonso Ladrón de Guevara et Sigismondo Sfondrati, qui étaient en garnison à Namur pour récupérer de la défaite d'Avein, plus une arrière-garde de 3 000 fantassins et cavaliers, arriva dans les faubourgs de Louvain. Leur présence força les Franco-Hollandais, qui souffraient de pénuries de nourriture, à lever le siège et à se retirer en direction du nord, vers les Provinces-Unies.
Beaucoup de soldats désertèrent, et furent tués ou capturés par la cavalerie espagnole et les paysans flamands. Peu après, Ferdinand d'Autriche fit également son apparition à la tête 22 000 fantassins et 14 000 cavaliers.

## Conséquences
L'échec franco-hollandais sous les murs de Louvain permit aux Espagnols de prendre l'initiative. Ferdinand d'Autriche contre-attaqua et repoussa l'armée franco-hollandaise vers la frontière des Provinces-Unies. Il réalisa un mouvement en direction nord-est, vers le Rhin, en direction de Clèves et reprit Diest et Tirlemont.
Une partie des 500 Allemands qui se trouvaient sur son flanc droit prirent par surprise la forteresse hollandaise de Schenkenschans, qui n'était défendue à ce moment-là que par 120 soldats, dans la nuit du 27 au 28 juillet. Une forte garnison y fut laissée. Les Hollandais amenèrent de nouveaux renforts, mais ne purent empêcher l'occupation du duché de Clèves par une armée espagnole de 20 000 hommes au cours d'août et septembre, avec pour objectif de rattacher la forteresse de Schenkenschans avec les Pays-Bas espagnols. 
Cette armée menaçait d'invasion le cœur des Provinces-Unies, et cette menace devait être prise en compte. Frédéric-Henri d'Orange-Nassau commença le siège de la forteresse de Schenkenschans, mais transféra par la suite le commandement à son cousin Jean-Maurice de Nassau-Siegen. Le fort tomba après un long et coûteux siège qui dura tous les mois d'hiver.
Les Espagnols tournèrent ensuite leur attention vers les Français, et envahirent le nord de la France à travers la Somme, et parvinrent aussi loin que Corbie, dont ils s'emparèrent en 1636.